# Incestophantes incestoides
Incestophantes incestoides es una especie de araña araneomorfa del género Incestophantes, familia Linyphiidae. Fue descrita científicamente por Tanasevitch & Eskov en 1987.
Se distribuye por Rusia (Urales al Lejano Oriente/Siberia Oriental). Presenta un opistosoma con patrón dorsal y apófisis terminal grande.